# Niandane
Cet article concerne le village sénégalais du département de Bignona. Pour la commune sénégalaise du département de Podor, voir Niandane (Podor).
Niandane est un village du Sénégal situé en Basse-Casamance. Il fait partie de la communauté rurale de Coubalan, dans l'arrondissement de Tenghory, le département de Bignona et la région de Ziguinchor.
Lors du dernier recensement (2002), le village comptait 471 habitants et 70 ménages.